# Человек-паук жив: История Майлза Моралеса
«Человек-паук жив: История Майлза Моралеса» (англ. Spider-Man Lives: A Miles Morales Story) — короткометражный фанатский фильм про Человека-паука 2015 года режиссёра и сценариста Ивана Кандера.

## Сюжет
После смерти Питера Паркера мальчик по имени Майлз Моралес находит в себе смелость надеть маску и стать Человеком-пауком.

## Актёрский состав
| Актёр               | Роль                       |
| ------------------- | -------------------------- |
| Деметриус Стивенс   | Майлз Моралес/Человек-паук |
| Джулиана Торнхилл   | Рио Моралес                |
| Майкл Дж. Паттерсон | Джефферсон Дэвис           |
| Дайан Самуэльсон    | Лана Баумгартнер           |
| Тайрис Ли           | Молодой приспешник         |
| Патрик МакДэниел    | Фрэнк Оливер               |
| Теренс Хеффернан    | Офицер полиции             |

## Критика и отзывы
Джои Паур из Geektyrant заявил, что фанатам Человека-паука, особенно версии паука Майлза Моралеса, фильм, вероятно, понравится. Он также заявил, что фильм дал чёткое представление о том, каким мог бы быть фильм про Майлза с живыми актёрами.

## См.также
- Человек-паук фанатский фильм 1969 года.
- Человек-Паук против Крэйвена-Охотника[англ.] фанатский фильм 1974 года.
- Вива Человек-Паук[англ.] фанатский фильм 1989 года.
- Последняя битва Зелёного Гоблина[англ.] фанатский фильм 1992 года.